# I Want You (песня Maruv и Boosin)
«I Want You» — сингл украинской певицы Maruv и украинского продюсера Boosin. Он был выпущен 5 июня 2020 на лейбле Warner Music Russia. Сингл напоминает предыдущие хиты исполнительницы «Drunk Groove», «Focus on Me» и «Siren Song». 29 ноября 2019, после выпуска второго мини-альбома Hellcat Story, Maruv взяла творческую паузу.

## История
Впервые песня была показана 16 апреля 2020 в Instagram Maruv.
О сингле Maruv сказала следующее:
Песню «I Want You» мы записали ещё года полтора назад, но тогда её ещё рано было выпускать. А недавно мы поняли, что время пришло. Такую песню просто нельзя было оставлять «в архивах» надолго, поэтому мы решили выпускать её сейчас. Мы с Boosin постоянно записываем что-то новое: и для меня, и для других проектов – так что впереди нас ждёт много нового.Maruv

## Обложка
На обложке сингла изображены Maruv и Boosin в одинаковых чёрных и сверкающих пиджаках.

## Видеоклип
Релиз видеоклипа на трек состоялся 17 июня 2020 на официальном YouTube-канале Maruv. Режиссёром видеоклипа стала Яна Чаплыгина.

## Чарты
| Чарт (2020)                            | Высшая позиция |
| -------------------------------------- | -------------- |
| СНГ (TopHit)                           | 4              |
| Russia Radio Hits (TopHit)             | 3              |
| Moscow Radio Hits (TopHit)             | 2              |
| Россия (YouTube Music)                 | 15             |
| Top Radio & YouTube Hits (TopHit)      | 8              |
| Top City & Country Radio Hits (TopHit) | 3              |
| Топ Чарт (ТНТ Music)                   | 8              |